# Benimeli
Benimeli és un municipi del País Valencià situat a la comarca de la Marina Alta, dins de la subcomarca de la Rectoria.

## Geografia
El seu terme té 3,5 km², se situa en la serra de Segària i és el més alt de la serra, la qual atrau nombrosos senderistes.
Es troba a una distància de 94 km de València i 96 km d'Alacant i 14 km de Dénia. S'hi accedix per la carretera CV-729, venint des de la N-332 o des de l'autopista A-7 cal prendre l'eixida d'Ondara.
El seu terme municipal limita amb els de Sanet i els Negrals, el Ràfol d'Almúnia, Tormos, Beniarbeig, Benidoleig, el Verger, Ondara i Dénia.
|                    | Dénia             |                                                 |
| el Ràfol d'Almúnia |                   | el Verger Ondara Beniarbeig Sanet i els Negrals |
|                    | Benidoleig Tormos |                                                 |

## Orografia[1]
| - Coll de Ramon - Cova de la Senyora - el Frontó - el Passet | - Pas de Benimeli - Portell de Beniarbeig - Serra de Segària - Tossal de la Creu |

## Hidrografia natural[1]
| - Barranc de la Bolata - Barranc de Portelles - Barranc de Ramon - el Barranquet | - Font de Català - Font del Campillo - Riu Girona |

## Nuclis poblacionals[1]
- Benimeli
- la Torre

## Partides i paratges[1]
| - el Colló del Bou - el Frontó - el Planter - el Riu | - els Alters - els Campillos - els Olivars - els Reficcions | - els Secanets - la Barraca - la Basseta - la Foia | - la Font del Campillo - la Terra Nova - les Hortes - les Ombries de Segària |

## Història
Les tropes de Jaume I van conquerir el lloc als musulmans el 1250; el 1261 el rei va vendre'l al cavaller Bobuet; en 1396 era propietat d'Arnau Calvet i posteriorment fou comprat per Enric de Quintavell i Bernat de Clapers. El 1609 tenia més de 200 habitants moriscos que foren expulsats i el lloc va quedar despoblat. L'últim titular del senyoriu fou el comte de Cirat.

## Demografia
Benimeli té con 435 habitants (INE 2013).
| 454 | 444 | 431 | 445 | 397 | 371 | 411 | 355 | 384 | 322 | 326 | 363 | 389 | 429 | 424 | 435 |

## Economia
L'economia local està basada a l'agricultura, especialment el taronger, l'ametller i el garrofer. En menor quantitat i per a ús familiar es conreen hortalisses com poden ser la tomaca, pebrera, albergínies, faves, etc.

## Política i govern

### Composició de la Corporació Municipal
El Ple de l'Ajuntament està format per 7 regidors. En les eleccions municipals de 26 de maig de 2019 foren elegits 7 regidors d'Units per Benimeli (UPC). El Partit Popular (PP), que també s'hi presentà, no n'obtingué cap.
| Eleccions municipals de 26 de maig de 2019 - Benimeli                                                           |                                     |                                     |                                     |      |          |          |
| Candidatura | Candidatura                         | Candidatura                         | Cap de llista                       | Vots | Vots     | Regidors |
| | Units per Benimeli                  |                                     | Pep Lull Llopis                     | 225  | 93,75%   | 7 ()     |
| | Altres candidatures                 |                                     |                                     | 12   | 5,00%    | 0        |
| | Vots en blanc                       |                                     |                                     | 3    | 1,25%    |          |
| Total vots vàlids i regidors                                                                                    | Total vots vàlids i regidors        | Total vots vàlids i regidors        | Total vots vàlids i regidors        | 240  | 100 %    | 7        |
| | Vots nuls                           | Vots nuls                           | Vots nuls                           | 4    | 1,64%    |          |
| Participació (vots vàlids més nuls)                                                                             | Participació (vots vàlids més nuls) | Participació (vots vàlids més nuls) | Participació (vots vàlids més nuls) | 244  | 78,46%** |          |
| Abstenció | Abstenció                           | Abstenció                           | Abstenció                           | 67*  | 21,54%** |          |
| Total cens electoral                                                                                            | Total cens electoral                | Total cens electoral                | Total cens electoral                | 311* | 100 %**  |          |
| Alcalde: Pep Lull Llopis (UpB) (15/06/2019) Per majoria absoluta dels vots dels regidors                        |                                     |                                     |                                     |      |          |          |
| Fonts: JEC, JEZ Dénia, Periòdic Ara. (* No són vots sinó electors. ** Percentatge respecte del cens electoral.) |                                     |                                     |                                     |      |          |          |

### Alcaldia
Des de 2015 l'alcalde de Benimeli és Pep Lull Llopis d'Units per Benimeli (UpB).
| Període                       | Alcalde o alcaldessa   | Partit polític | Data de possessió | Observacions |
| ----------------------------- | ---------------------- | -------------- | ----------------- | ------------ |
| 1979–1983                     | Gabriel Lull Lull      | UCD            | 19/04/1979        | --           |
| 1983–1987                     | Miguel Ginestar Solis  | AP-PDP-UL-UV   | 28/05/1983        | --           |
| 1987–1991                     | Miguel Ginestar Solis  | AP             | 30/06/1987        | --           |
| 1991–1995                     | Miguel Ginestar Solis  | AP             | 15/06/1991        | --           |
| 1995–1999                     | Josefa Ginestar Gavilá | PP             | 17/06/1995        | --           |
| 1999–2003                     | Josefa Ginestar Gavilá | PP             | 03/07/1999        | --           |
| 2003–2007                     | Josefa Ginestar Gavilá | PP             | 14/06/2003        | --           |
| 2007–2011                     | Rosa Ana Perelló Lull  | PP             | 16/06/2007        | --           |
| 2011–2015                     | Rosa Ana Perelló Lull  | PP             | 11/06/2011        | --           |
| 2015–2019                     | Pep Lull Llopis        | UpB            | 13/06/2015        | --           |
| 2019-2023                     | Pep Lull Llopis        | UpB            | 15/06/2019        | --           |
| Des de 2023                   | n/d                    | n/d            | 17/06/2023        | --           |
| Fonts: Generalitat Valenciana |                        |                |                   |              |

## Llocs i edificis d'interès

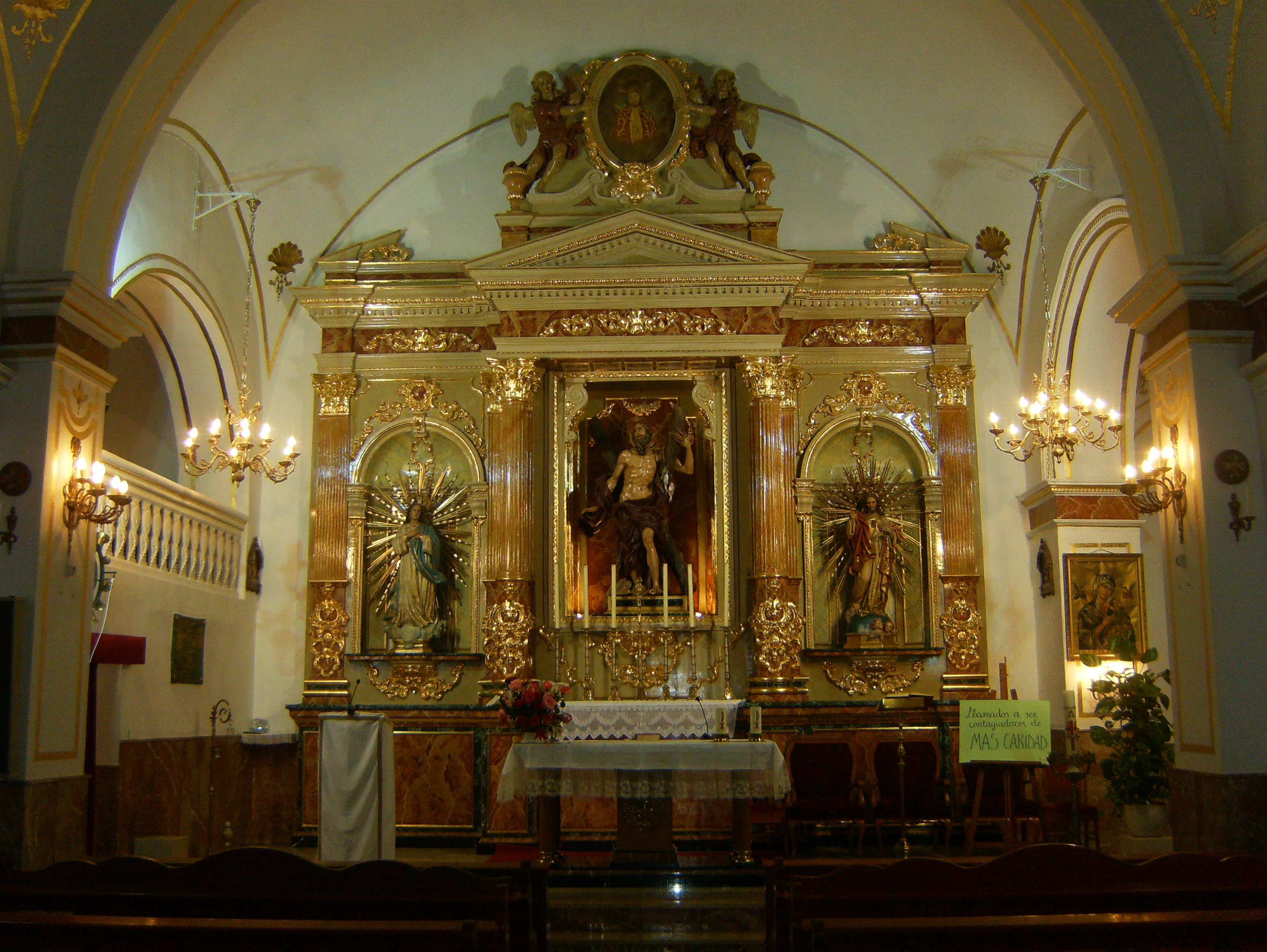
Altar major de l'església de sant Andreu

- Església de sant Andreu. Data del segle XVII. Amb planta de creu grega, podem contemplar-hi el retaule de l'altar major, presidit per la imatge de Sant Andreu. Una de les capelles laterals està dedicada a l'Ecce Homo, patró del poble de Benimeli. La capella va ser reconstruïda l'any 1920 i coberta amb una cúpula. L'edifici ha sigut restaurat recentment.

- Mirador de Segària. Escasses deixalles d'un petit castell que s'aixeca sobre el penyal de la Cadireta del Moro. Les dues úniques construccions defensives es troben en els dos possibles accessos, un és una garita, i l'altra és un fortí de pedra i material de calç. Al centre, hi ha a més una gran cisterna d'argamassa, la funció era la de reserva d'aigua per a necessitats humanes, quan la població de la vall havia d'acollir-se a este refugi. Segurament va ser abandonat al principi de la reconquesta i el seu estat actual és de ruïna absoluta, fins i tot s'aprofita per a usos ramaders.

- Calvari. Situat a la part alta del poble, va ser construït per persones voluntàries de Benimeli, en substitució de l'antic, que estava en ruïnes i no tenia el mateix itinerari que l'actual.

- Casa del senyor. Situada al carrer del mateix nom, conserva restes de l'antic palauet àrab i del que va ser la casa del senyor de Benimeli. Encara es pot apreciar l'antiga torre.

- Cova de la senyora. Es troba a la serra de Segària, sota el Tossal Devesa. El nom es deu al fet que en l'any 1834 va anar a refugiar-se a Benimeli procedent de Saragossa la senyora Dionisia Torres García de Navasqües, a causa de la segona epidèmia colèrica. Dionisia es va refugiar en la cova, on va ser atesa per una família del poble, i va morir allí el 6 novembre 1834.

- Font de Català. Situada a la serra de Segària, la font de Català data del segle X aproximadament. Consta d'una pica de pedra picada i una teula per on surt l'aigua, que és molt dura i fresca.

- Font de Ramon

- Font del Campillo. Situada a la part mitjana de la serra de Segària, l'aigua que brolla és una barreja de l'aigua de la font de Català que es filtra per les roques, i d'"aigua molls" que són freqüents a la serra. Data del segle x, i antigament era utilitzada com a abeurador de bestiar, doncs just per allà passa un antic assagador. Naix d'un marge de pedres i té una pica estreta i allargada per poder beure els animals.

## Gastronomia
De la seua gastronomia citem la paella valenciana, l'arròs al forn, l'arròs amb fesols i penques, coquetes escaldades, fregit de pebrera i albergínia amb espinetes.

## Festes
- Festes patronal de l'Ecce-Homo. Són les festes més importants del poble i se celebren la tercera setmana completa del mes d'Agost en honor del patró de la localitat, l'Ecce-Homo i la Puríssima, amb processons, cercaviles, sopars populars, revetlles i focs artificials.

- Festes del Cor de Jesús. Se celebren durant un cap de setmana a mitjans de Juny amb sopars populars,revetlles, missa, processons i cercaviles.

- Festes de Sant Andreu Apòstol. Se celebren l'últim diumenge de Novembre en honor del titular de la parròquia amb una gran dinada a la qual acudix tot el poble i nombrosos visitants.

- Rosari de l'Aurora. Se celebra el primer diumenge d'Octubre. A l'alba la imatge de l'església ix en processó, tot seguit se celebra la missa i se servix un esmorzar a la plaça per a tot el poble.

- Setmana cultural. Se celebra a finals d'abril amb teatres, conferències, competicions esportives, concerts i exposicions.